# Malente (Rennstrecke)
Die Rennstrecke Malente war ein bei der Gemeinde Malente (Kreis Ostholstein in Schleswig-Holstein) gelegener Straßenrundkurs, der Ende der 1940er bis Mitte der 1950er Jahre Schauplatz mehrerer Rennsportveranstaltungen war. Der Rundkurs führte um den Kellersee und war mit 12,8 km Länge die längste Motorsport-Rundstrecke Norddeutschlands.

## Geschichte

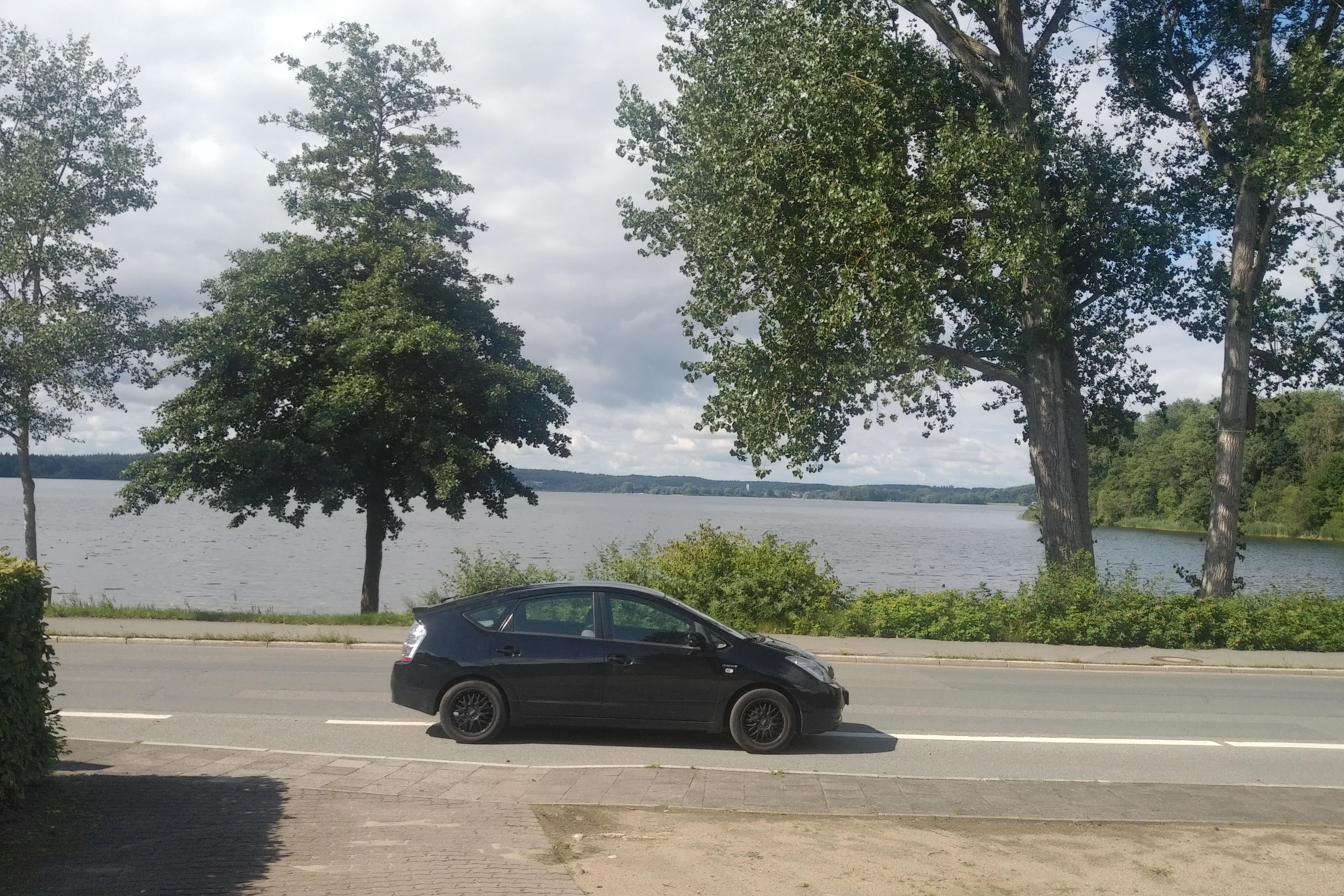
Rennstrecke Malente – Streckenabschnitt bei Sielbeck

Die erste Veranstaltung des Rennens Rund um den Kellersee fand am Sonntag, dem 26. September 1948, statt. Organisiert wurde das Motorradrennen von der Kreisgruppe Eutin im Schleswig-Holsteinischen Motorsport-Club Kiel mit dem Vorsitzenden Alfred Kutzer. Die Stadt Eutin und die Gemeinde Malente unterstützten die Veranstaltung, weil man sich von ihr eine Belebung des Fremdenverkehrs versprach.

## Streckenbeschreibung
Die Streckenführung des historischen Rundkurses ist noch vorhanden. Er folgt bis auf einen kurzen Teil in Fissau der L174, die  um den Kellersee führt. Unmittelbar östlich des Ortsausgangs von Malente lag der Start-Ziel-Bereich. Der heutigen „Eutiner Straße“ und „Malenter Landstraße“ folgend fuhr man in Richtung Eutin, am Kaiser Wilhelm Turm vorbei, bis nach Fissau, wo man unmittelbar am Zufluss der Schwentine in den Kellersee der „Leonhard Boldt Straße“ folgend am Seeschloss vorbei nördlich auf die „Sielbecker Landstraße“ in Richtung Sielbeck einbog. Den Weiler passierend ging es dann am Nordufer des Sees wieder westlich entlang der heutigen „Rövkampallee“ und der „Schweizer Straße“ hinein nach Bad Malente, wobei die gesamte Ortschaft auf ihrer nord-südlichen Hauptachse – heutige Namen: Lütjenburger Straße, Bahnhofstraße, Rosenstraße und Voßstraße – bis hin zu Start-Ziel durchquert wurde.

## Galerie

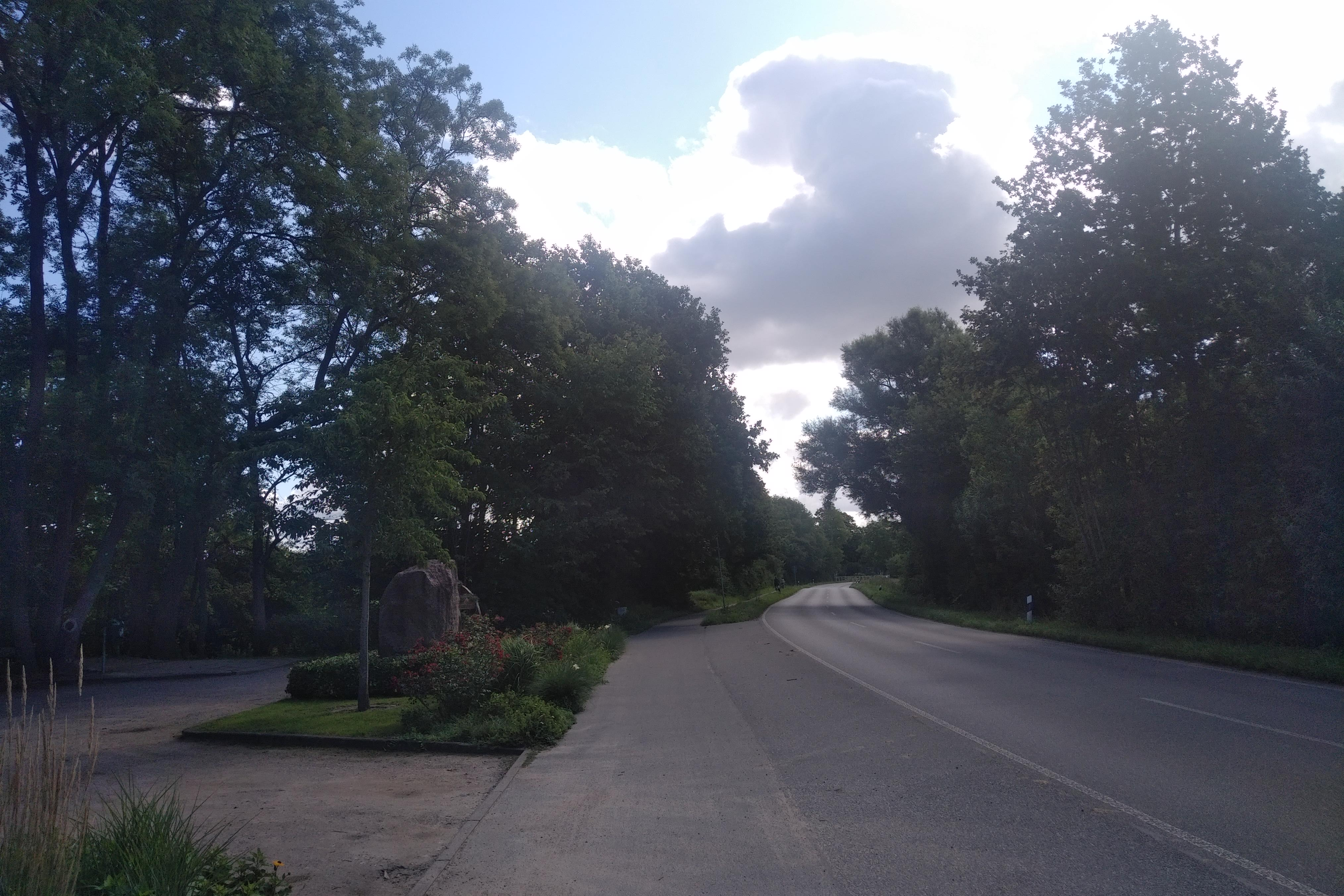
Alter Startbereich des Rundkurses
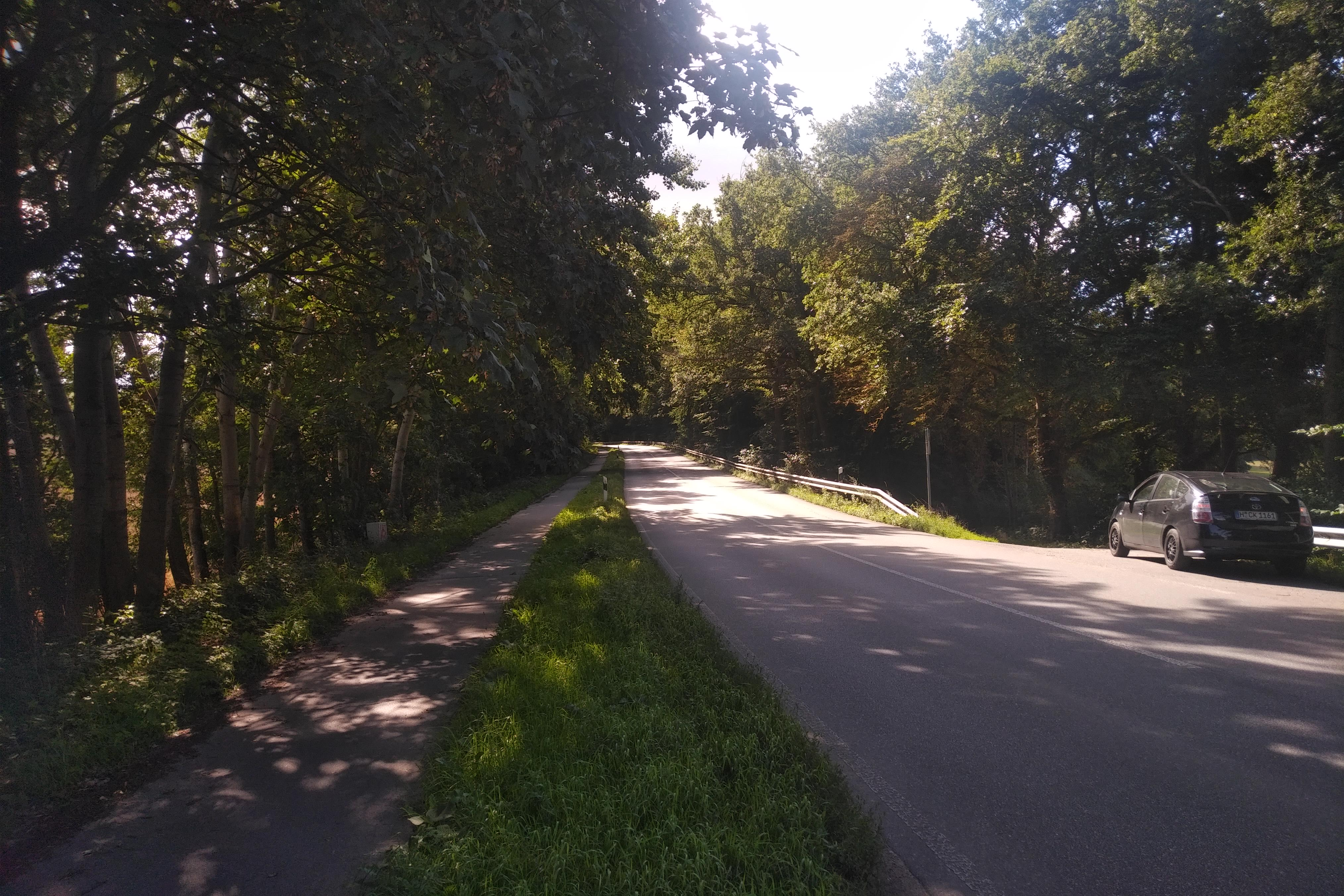
Teil der alten Rennstrecke im Bereich Malenter Landstrasse
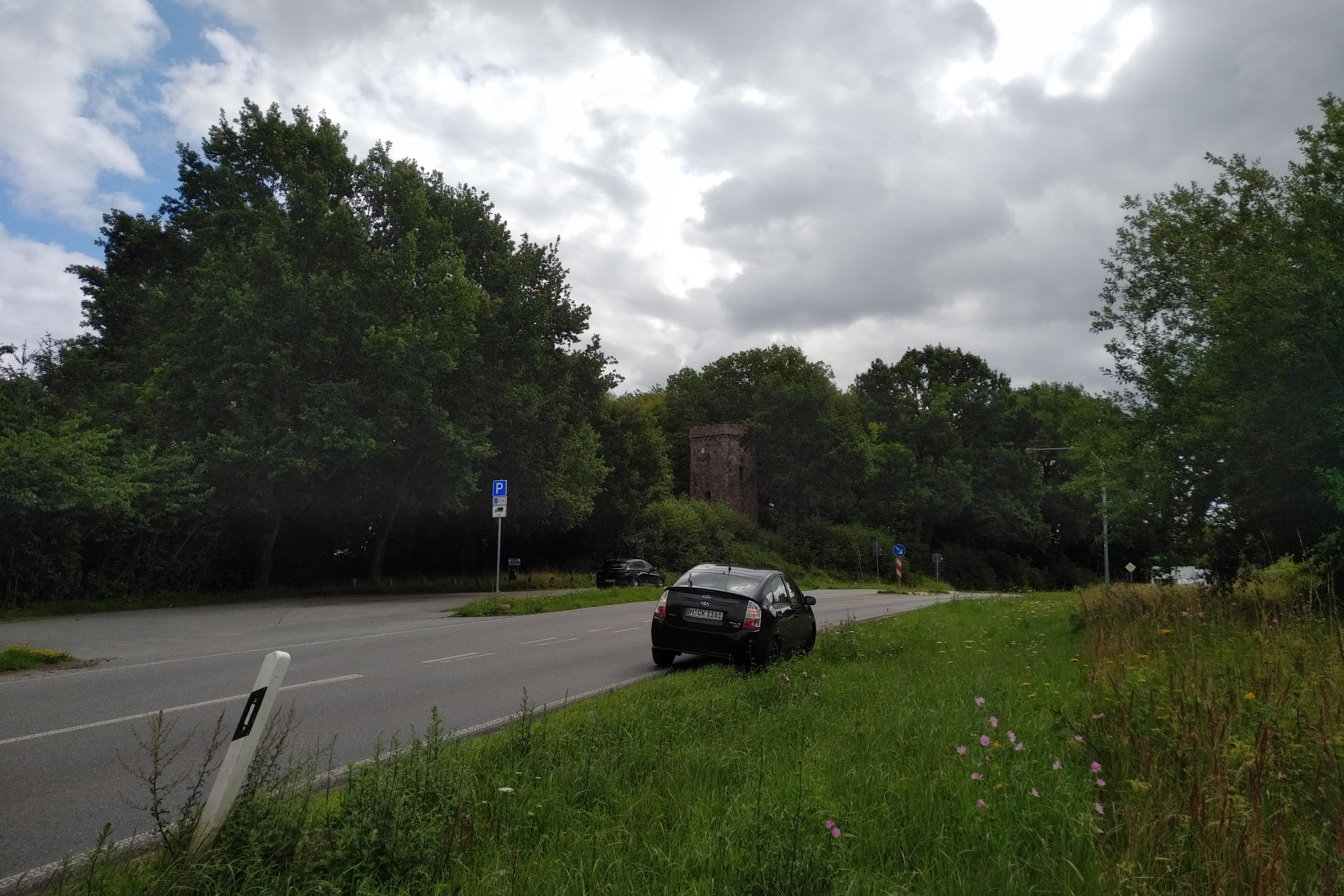
Rundkurs auf Höhe des Kaiser Wilhelm Turms bei Fissau (Eutin)
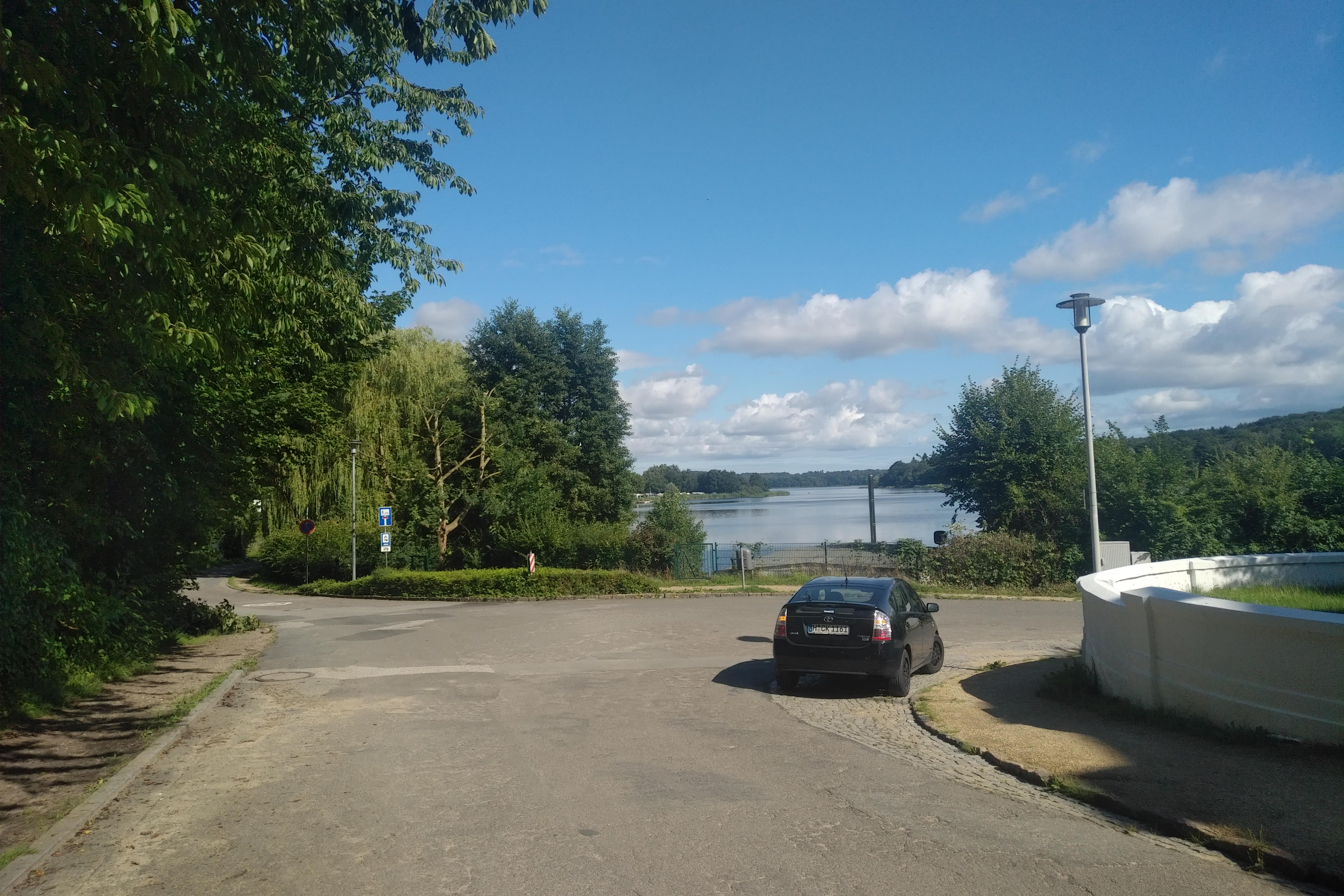
Die Kurve am Seeschloss
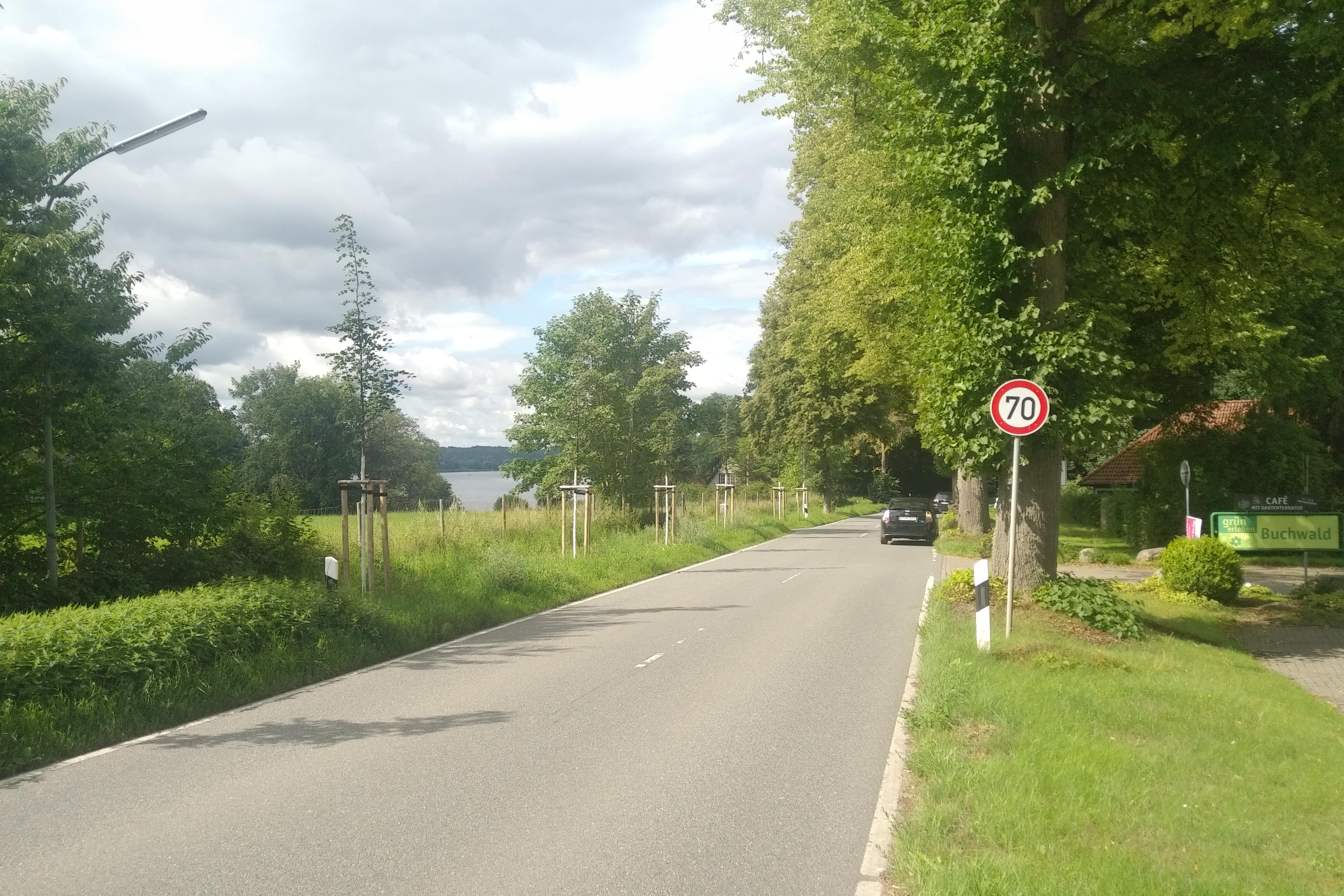
Rövkampallee am Rundkurs Rund um den Kellersee hinter Sielbeck
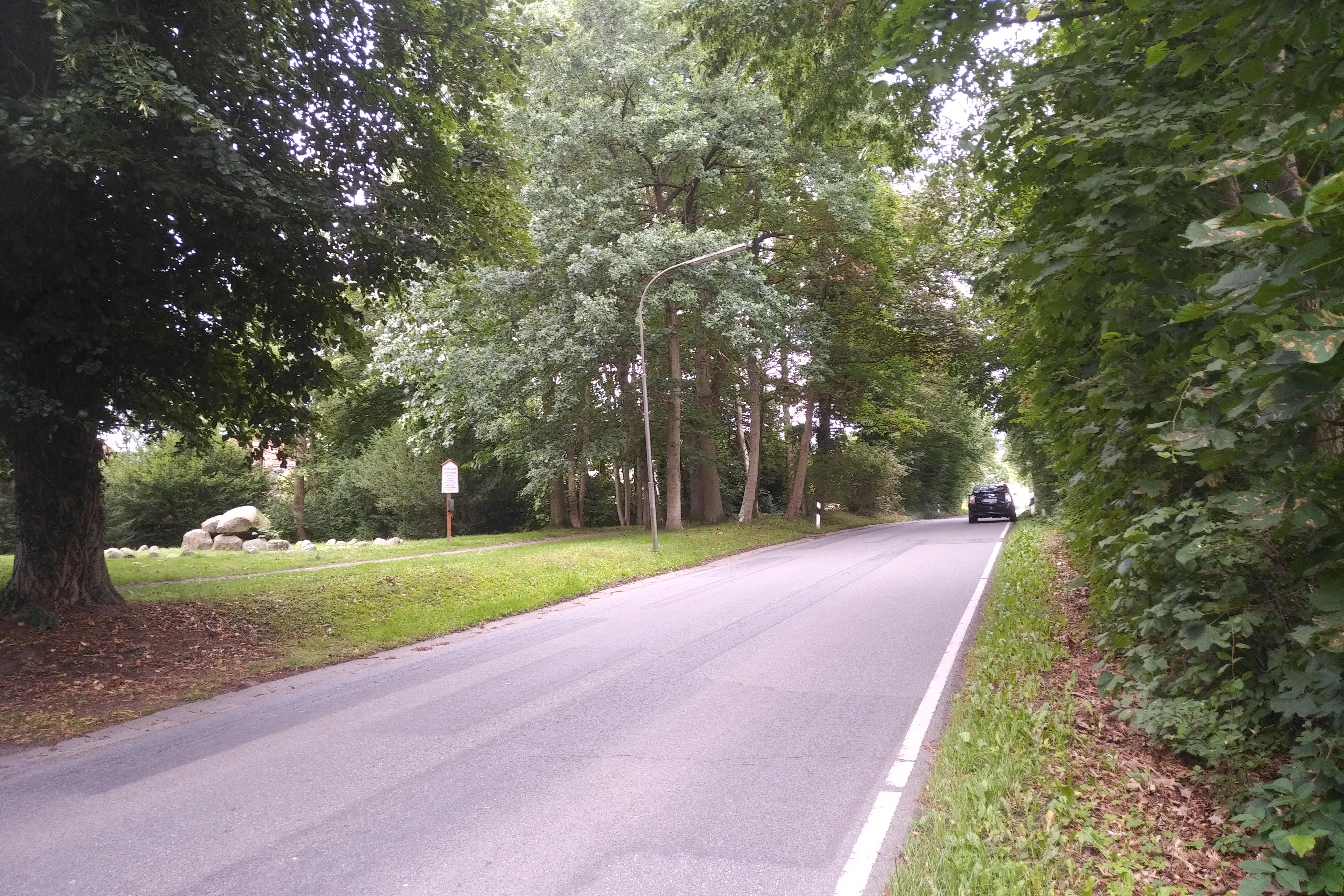
Ortseingang Malente – Schweizer Straße auf Höhe des Hünengrabes

## Veranstaltungen
Insgesamt sind fünf Veranstaltungen auf dem Straßenkurs belegt:
- 26. September 1948 1. Rennen Rund um den Kellersee: Zur Auftaktveranstaltung traten 115 Fahrer in sechs Motorrad-Klassen – bis 125, bis 250, bis 350, bis 500 cm³, sowie Motorräder mit Seitenwagen bis 600 und bis 1200 cm³ – an. Dies war insofern ein sehr gutes Feld, da sich die Veranstaltung mit drei gleichzeitig ausgetragenen Motorradrennen am selben Wochenende überschnitt (Dieburger Dreiecksrennen, Hofer Dreiecksrennen und Burgringrennen in Monschau). Bei der Veranstaltung kam es zu einem tödlichen Unfall.[4]
- 21. August 1949 2. Rennen Rund um den Kellersee: Einzige Ausgabe, bei der neben Motorrädern und Motorrädern mit Seitenwagen auch Automobile starteten. Bei einem für Formel-3-Fahrzeuge ausgeschriebenen Rennen traten 6 Autos (3 Scampolo und 3 Eigenbauten) an.[5] Das Rennen gewann nach 6 Runden der Lüdenscheider Rennfahrer Hellmut Deutz auf einem Scampolo 501/5 DKW.
- 10. September 1950 3. Rennen Rund um den Kellersee
- 5. August 1951 4. Rennen Rund um den Kellersee
- Die für den 3. August 1952 geplante 5. Ausgabe wurde abgesagt. Möglicherweise spielte dabei die Terminkollision mit den Rennen in Peine und dem Odenwald-Rennen eine Rolle.
- 2. August 1953 5. Rennen Rund um den Kellersee: letzte Ausgabe.